# NGC 2535
NGC 2535 ist eine Spiralgalaxie vom Hubble-Typ Sc mit aktivem Galaxienkern im Sternbild Krebs auf der Ekliptik. Sie ist schätzungsweise 180 Millionen Lichtjahre von der Milchstraße entfernt und hat einen Durchmesser von etwa 135.000 Lichtjahren. Gemeinsam mit NGC 2536 bildet sie das wechselwirkende Galaxienpaar Arp 82, Holm 94 oder KPG 156.
Halton Arp gliederte seinen Katalog ungewöhnlicher Galaxien nach rein morphologischen Kriterien in Gruppen. Diese Galaxie gehört zu der Klasse Spiralgalaxien mit einem großen Begleiter hoher Flächenhelligkeit auf einem Arm (Arp-Katalog). 
Im selben Himmelsareal befinden sich u. a. die Galaxien IC 493, IC 496, IC 497, IC 2230.
Die Supernova SN 1901A wurde hier beobachtet.
Das Objekt wurde am 22. Januar 1877 vom französischen Astronomen Édouard Jean-Marie Stephan entdeckt.